# Panther Kallista
 (signalé en mai 2025).
Si vous disposez d'ouvrages ou d'articles de référence ou si vous connaissez des sites web de qualité traitant du thème abordé ici, merci de compléter l'article en donnant les références utiles à sa vérifiabilité et en les liant à la section « Notes et références ».
- Archive Wikiwix
- Bing
- Cairn
- DuckDuckGo
- E. Universalis
- Gallica
- Google
- G. Books
- G. News
- G. Scholar
- Persée
- Qwant
- (zh) Baidu
- (ru) Yandex
- (wd) trouver des œuvres sur Wikidata

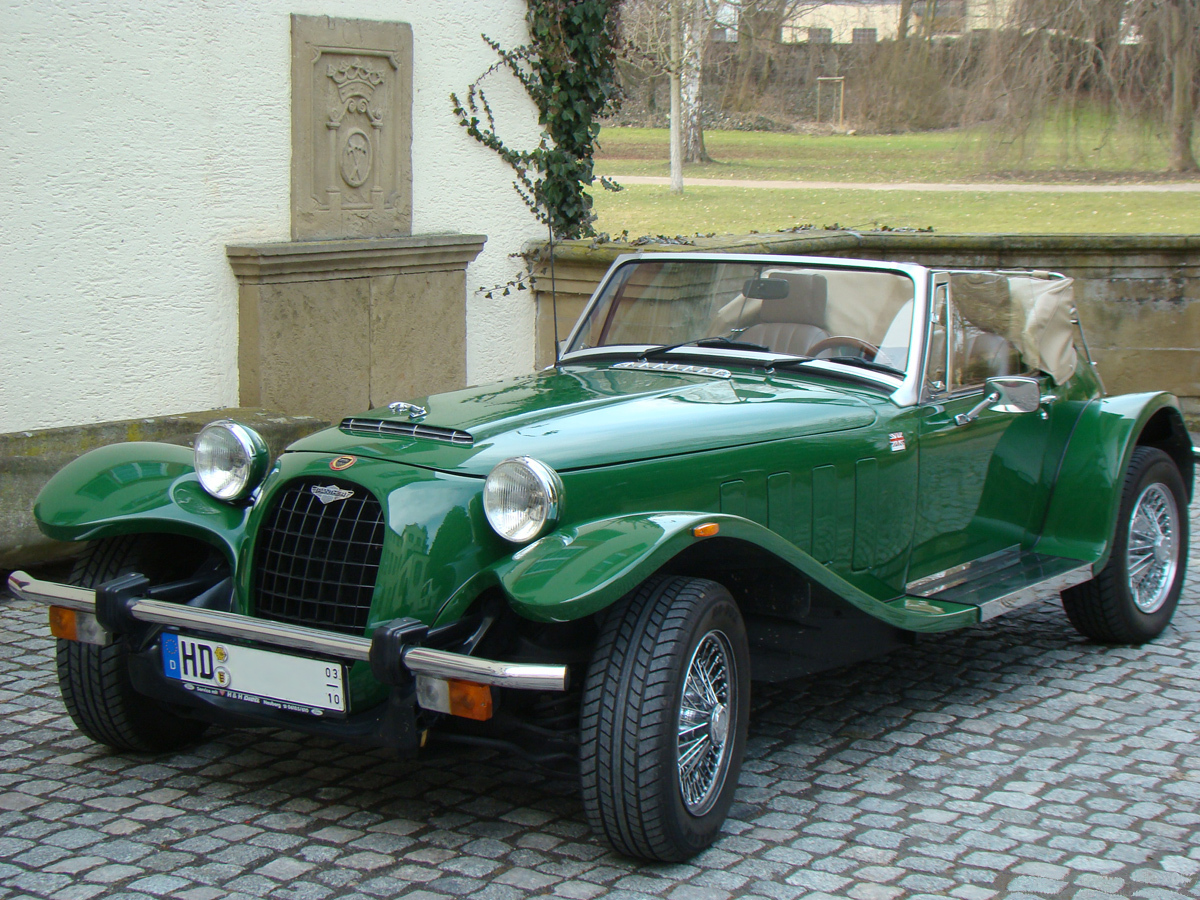
Une Panther Kallista.

La Panther Kallista est une automobile de loisir du constructeur automobile britannique Panther Westwinds.
C'est une évolution de la Panther Lima. Bien que très ressemblantes esthétiquement, les deux voitures sont de conceptions complètement différentes. La Kallista a été construite de 1982 à 1990, date de disparition de la marque Panther.
Le polyester de la carrosserie de la Lima est abandonné au profit de l’aluminium, les portières sont rallongées.
On reste sur un châssis tubulaire et on passe à une motorisation Ford.
La Kallista 1,6 L garde le même poids que la Lima (900 kg) alors que la 2,8 L passe à 1020 kg. On passe également à une boîte cinq vitesses.
Il existe des Kallista avec spoiler complet, d’autres avec un petit spoiler central et une majorité sans spoiler.
La Kallista est livrée avec des jantes de 14 pouces en aluminium ; les jantes à rayons sont en option.

## Motorisation
Les Kallista sont équipées de moteurs Ford à l'exception de dix voitures livrées avec des moteurs Fiat de 2 litres (toutes en Arabie saoudite).
Pour la motorisation Ford :
- 2 ont été livrées avec des moteurs Ford de 1,3 litre ;
- 560 avec des moteurs Ford de 1,6 litre ;
- 158 avec des moteurs Ford US de 2,3 litres ;
- 747 avec des moteurs Ford de 2,8 litres à carburateur ;
- 128 avec des moteurs de 2,8 litres injection ;
- 135 avec des moteurs Ford de 2,9 litres injection.